# Atentát na Olofa Palmeho

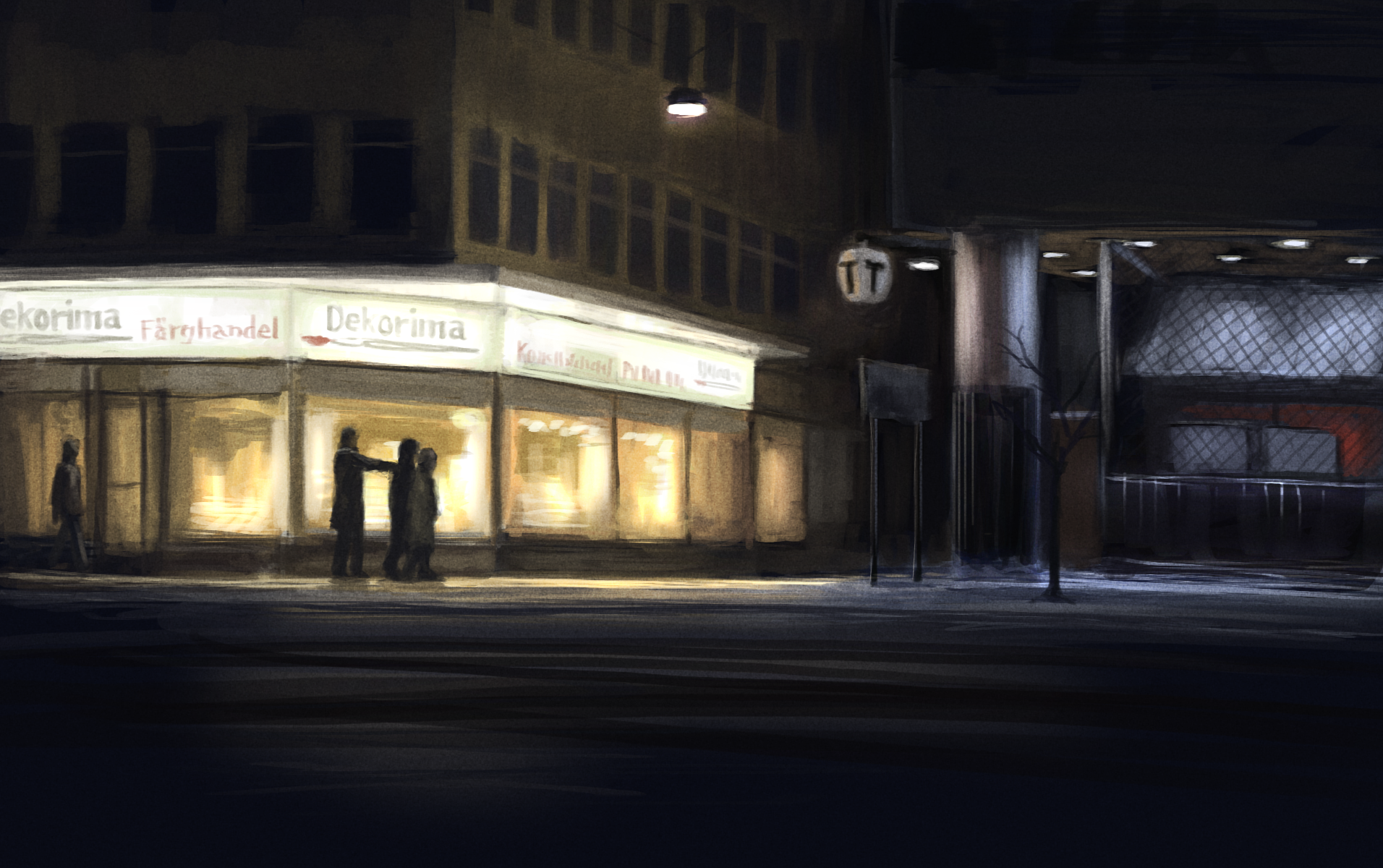
Pokus o uměleckou rekonstrukci atentátu

Atentát na švédského sociálnědemokratického premiéra Olofa Palmeho proběhl v pátek 28. února 1986 ve 23:21. Palme byl smrtelně zraněn jediným výstřelem, když šel domů z kina se svou ženou Lisbeth Palmeovou po centrální stockholmské ulici Sveavägen, a to bez ochranky. Palme byl prohlášen za mrtvého při příjezdu do nemocnice v 00:06 dne 1. března 1986. Místopředseda vlády Ingvar Carlsson se okamžitě ujal premiérské funkce. Lisbeth Palmeová byla lehce zraněna druhým výstřelem pachatele. Útočník, kterého vidělo několik svědků, utekl na východ ulicí Tunnelgatan, po schodech na ulici Malmskillnadsgatan a pokračoval po ulici David Bagares gata, kde byl spatřen naposledy. 
Policií byl zadržen jako podezřelý z činu recidivista Christer Pettersson. Byl za vraždu Palmeho i odsouzen v roce 1988 poté, co ho jako vraha označila paní Palmeová. Po odvolání k odvolacímu soudu (Svea hovrätt) byl však zproštěn viny. Nejvyšší soud Švédska zamítl žádost o nový proces, kterou podal státní zástupce. Pettersson zemřel 29. září 2004. 
V červnu 2020 hlavní žalobce Krister Petersson oznámil svůj závěr, že nejpravděpodobnějším pachatelem je Stig Engström, také známý jako „Skandia Man“. O jeho vině nesvědčí žádný přímý důkaz, ale žalobce zmínil Engströmovu znalost zbraní, vazby na kruhy nepřátelské k Palmemu a podobné oblečení, jaké popisovali někteří svědci atentátu. Protože však Engström 26. června 2000 zemřel a nebylo možné provést žádné další vyšetřování nebo soudní opatření, bylo vyšetřování oficiálně uzavřeno. Vražda podle švédského práva v době atentátu podléhala promlčení za 25 let. Zákon byl později změněn, aby se zabránilo promlčení případu Palme. Policejní vyšetřování tak probíhalo bezúspěšně po dobu 34 let. Oficiální neusvědčení pachatele vedlo k mnoha dohadům a konspiračním teoriím. Skutečnost, že Palme neměl osudné noci ochranku, však není překvapující. I v premiérské pozici se snažil žít co nejobyčejnější život. Bez osobního strážce vycházel ven z domova často, ba demonstrativně. Řadu konspiračních teorií také narušuje skutečnost dosvědčená Lisbeth Palmeovou, že rozhodnutí navštívit kino bylo spontánní a učiněné těsně před návštěvou. Návštěva sice byla domluvena telefonicky, avšak policie nenašla žádné odposlouchávací zařízení na žádném z použitých telefonních přístrojů, ani v Palmeho kanceláři, ani u něj doma.

## Časová rekonstrukce

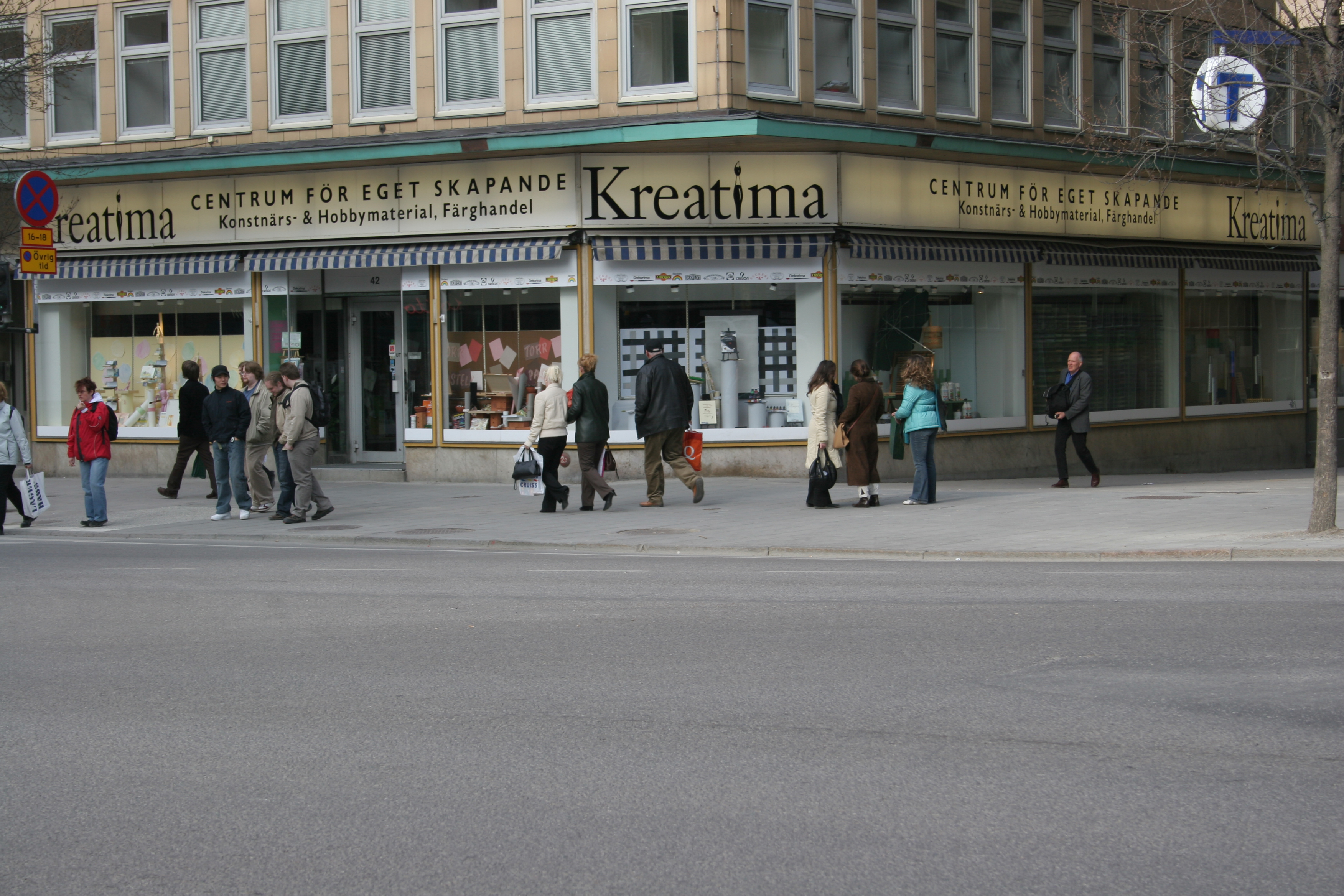
Místo vraždy

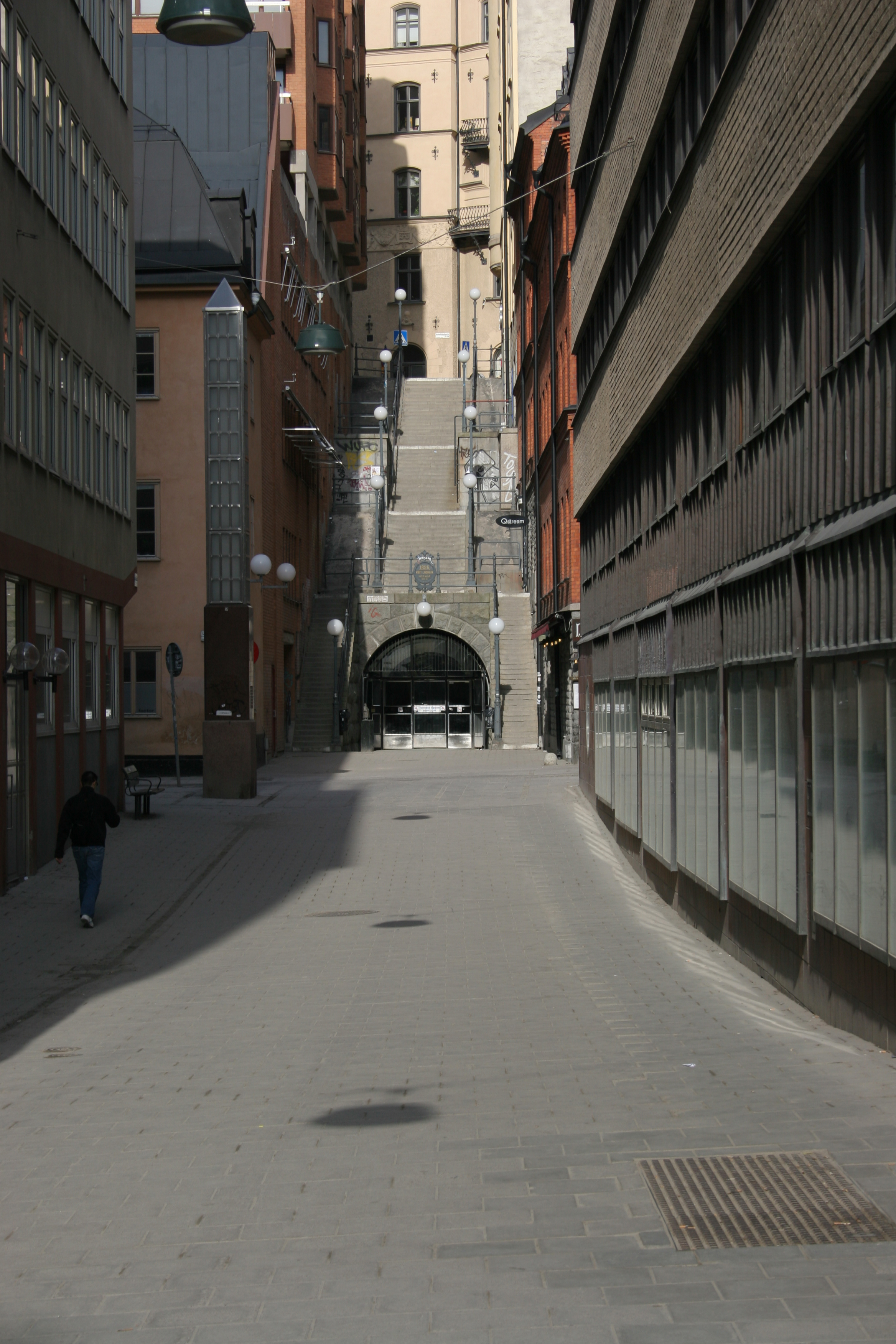
Ulice Tunnelgatan, kterou prchal pachatel

Díky údajům z centrálního záchranného dispečinku se události bezprostředně po vraždě podařilo rekonstruovat s velmi vysokou přesností:
- 23:21:30 – Palme a jeho žena jsou zastřeleni.
- 23:22:20 – Svědek zavolá na švédskou tísňovou linku 90 000, aby nahlásil střelbu, ale hovor je přesměrován špatně a volajícímu se nepodaří spojit s policií.
- 23:23:40 – Operátor ústředny firmy Järfälla Taxi volá na policejní dispečink, aby předal zprávu od jednoho z jejích řidičů, že na rohu Sveavägen a Tunnelgatan byl někdo zastřelen.
- 23:24:00 (asi) – Policejní hlídka, nacházející se původně několik set metrů od místa vraždy, přijíždí na místo poté, co byla upozorněna druhým taxikářem, který se o střelbě doslechl z vysílačky svého taxi.
- 23:24:40 – Policii kontaktuje dispečink tísňového volání ohledně střelby na Sveavägen. Operátor dispečinku popírá, že by o jakékoli takové události věděl.
- 23:24:00–23:25:30 (přibližně) – Přijíždí hlídkový vůz – umístěný v Malmskillnadsgatan, nedaleko útočníkovy únikové cesty – a má nařízeno velícím důstojníkem pátrat po útočníkovi.
- 23:25:00 (cca) – Sanitka, která právě náhodou projíždí kolem místa činu, je zastavena a pomáhá obětem.
- 23:26:00 – Policejní dispečink volá na tísňové centrum SOS, aby je ujistil, že jsou informováni o událostech na křižovatce Sveavägen/Tunnelgatan. Zároveň přijíždí třetí policejní hlídka a druhá sanitka.
- 23:28:00 – První sanitka odjíždí do nemocnice Sabbatsberg, asi kilometr od místa činu, s oběma oběťmi. Paní Palmeová, která je kulkou jen škrábnuta na zádech, odmítá opustit manžela.
- 23:30:00 – Policista na místě činu informuje policejní dispečink, že obětí byl premiér.
- 23:31:40 – Dispečink centrálního záchranného systému je informován, že sanitka přijela do nemocnice.
- 00:06:00 – Palme je prohlášen za mrtvého.
- 00:45:00 – Místopředseda vlády Ingvar Carlsson přijíždí do Rosenbadu, úřadu švédské vlády.
- 01:10:00 – První rozhlasové vysílání o vraždě.
- 04:00:00 – První televizní vysílání.
- 05:15:00 – Vláda pořádá tiskovou konferenci.

## Záhada použité zbraně
Jedinými forenzními stopami, které atentátník zanechal, byly dvě vypálené kulky, identifikované jako .357 Magnum užívané v revolverech. Obě kulky se shodovaly s olověnými úlomky nalezenými v oděvu Olofa a Lisbeth Palmeových. Vzhledem k tomu, že zbraní byl revolver (který automaticky nevyhazuje nábojnice), nebyly žádné nábojnice nalezeny. Podle nedostatku určitých charakteristických deformací kulek dospěli vyšetřovatelé k závěru, že byly vypáleny z hlavně ne kratší než 10 cm, takže vražednou zbraní by měla být nápadně velká pistole revolverového typu. Nejpoužívanější zbraní, která této charakteristice odpovídá, je Smith & Wesson s ráží .357 Magnum. Tedy poměrně velká a ve Švédsku nepříliš rozšířená zbraň. Bylo vynaloženo velké úsilí na nalezení této zbraně, ale nebylo úspěšné. Švédská policie otestovala 500 legálně držených braní podobného typu (marně) a soustředila se zejména na pátrání po deseti revolverech, které byly v době vraždy hlášeny jako odcizené. Z nich byly všechny nalezeny a otestovány (bez úspěchu), kromě jediné takové zbraně, revolveru ukradeného ze stockholmského domu švédského filmaře Arne Sucksdorffa v roce 1977. Pachatel, který zbraň ukradl, byl přítel drogového dealera Sigvarda "Sigge" Cedergrena, který na smrtelné posteli tvrdil, že dva měsíce před atentátem půjčil pistoli Christeru Petterssonovi.
Další zbraní, která ve vyšetřování figurovala, je revolver typu Smith & Wesson model 28 s ráží .357 Magnum, který byl legálně zakoupen civilistou v severošvédském městě Luleå. Zbraň byla spolu s 91 průbojnými kulkami ukradena při vloupání v Haparandě v roce 1983 a má se za to, že byla ve stejném roce použita při loupeži pošty v Mockfjärdu, v Dalarně. Analýza izotopu olova kulky vypálené během loupeže potvrdila, že má stejné izotopové složení jako kulky získané z místa činu atentátu, což minimálně dokazuje, že kulky byly vyrobeny ve stejnou dobu. Na podzim roku 2006 švédská policie, jednající na základě tipu sděleného deníku Expressen, vylovila tento revolver z jezera v Dalarně. Bylo potvrzeno, že jde o zbraň použitou při loupeži na poště v Mockfjärdu. Zbraň byla převezena do Národní laboratoře forenzních věd v Linköpingu k další analýze. Laboratoř však v květnu 2007 dospěla k závěru, že testy nemohou jednoznačně potvrdit, zda byla použita při atentátu na Palmeho, protože byla příliš zrezlá.

## Svědectví
Na policii se přihlásilo více než 25 svědků. Vrah jimi byl popsán jako muž ve věku 30 až 50 let, vysoký asi 180 až 185 centimetrů, který měl na sobě tmavou bundu nebo kabát. Mnozí svědci tvrdili, že kulhal nebo nemotorně chodil, ale tato svědectví nebyla získána bezprostředně po vraždě, ale až po zatčení Christera Petterssona, který skutečně kulhal. Žádný svědek nebyl v pozici, aby mohl detailně sledovat vrahův vzhled. Policejní náčrt domnělého vraha se týden po vraždě široce šířil médii, což vedlo k masivnímu přílivu tipů od veřejnosti, ale později bylo zjištěno, že svědek, na jehož výpovědi se podobizna zakládala, pravděpodobně neviděl skutečného útočníka. Žádný dobrý popis vzhledu vraha proto neexistuje. Svědci se shodli jen na vrahově únikové cestě.

## Teorie vyšetřovatelů

### Christer Pettersson
V prosinci 1988, téměř tři roky po Palmeho smrti, byl za vraždu zatčen Christer Pettersson, zločinec, uživatel drog a alkoholik, který byl již jednou vězněn za zabití. Pettersson, kterého si vybrala paní Palmeová v sestavě podezřelých jako vraha, byl souzen a usvědčen z vraždy, ale později byl zproštěn viny na základě odvolání k odvolacímu soudu. Petterssonovo odvolání uspělo ze tří hlavních důvodů: 1) neschopnost obžaloby nalézt vražednou zbraň, 2) nedostatek jasného motivu, 3) pochybnosti o spolehlivosti svědectví paní Palmeové a „mimořádně hrubé chyby“ policie při identifikaci v řadě podezřelých (policejní narážky na Petterssonovo zneužívání alkoholu před svědkyní a zjev, který ho při identifikaci činil nápadným).
Další důkazy proti Petterssonovi se objevily na konci 90. let, většinou pocházely od různých drobných zločinců, kteří pozměnili své výpovědi, ale také z Petterssonova vlastního přiznání. Hlavní žalobkyně Agneta Blidbergová zvažovala kvůli tomuto přiznání znovuotevření případu, ale uznala, že samotné přiznání nestačí, pokud Pettersson neoznačí místo, kam uklidil zbraň, a pokud nebude na tomto místě nalezena. Christer Pettersson zemřel 29. září 2004 poté, co utrpěl mozkové krvácení způsobené pádem při epileptickém záchvatu.
Podle dokumentárního pořadu vysílaného švédským státním televizním kanálem SVT v únoru 2006 přátelé Petterssona tvrdili, že se jim přiznal k vraždě, avšak s vysvětlením, že šlo o omyl, a že měl údajně v úmyslu zabít Sigvarda Cedergrena, drogového dealera, který se v noci obvykle procházel stejnou ulicí a podobal se Palmemu jak vzhledem, tak oblékáním.

### GH
Podezřelý identifikovaný pouze jako GH (Granskningskommissionen) byl předmětem vyšetřování již v jeho počátcích. Vycházelo se ze standardního profilu používaného policií k identifikaci pachatele. Především legálně vlastnil Smith & Wesson ráže .357 Magnum a jeho výpovědi byly považovány za nedůvěryhodné. Odmítl předložit svou zbraň, jedinou registrovanou zbraň ráže .357 ve Stockholmské oblasti, která nebyla testována, a následně tvrdil, že ji prodal neznámému kupci v Kungsträdgården. GH měl při jedné příležitosti pozastavený zbrojní průkaz poté, co doma vystřelil na svou televizi, pravděpodobně poté, co viděl na obrazovce obličej Olofa Palmeho. GH byl také odsouzen za napadení, jednou za kopnutí do psa v roce 1985 a později v roce 2005 napadl mladého muže v metru. V srpnu 2008 spáchal GH sebevraždu zastřelením poté, co policie zazvonila u jeho dveří a žádala o vstup. Údajně trpěl paranoidními představami.

### Stig Engström
V roce 2018 zveřejnil novinář a poslední oficiální vyšetřovatel případu Thomas Pettersson nejprve sérii článků ve švédském časopise Filter a později vydal knihu Den osannolika mördaren („Nepravděpodobný vrah“), založenou na vlastním vyšetřování Palmeho vraždy.
Jeho teorie zní, že Palmeho zastřelil Stig Engström, známý jako „muž ze Skandie“ (Skandiamannen) podle svého zaměstnavatele, pojišťovny Skandia, jejíž hlavní sídlo se nachází hned vedle místa vraždy. V dřívějších zprávách byl Engström většinou líčen jako svědek, konkrétně (podle jeho vlastního tvrzení) první očitý svědek, který dorazil na místo vraždy. Byl také krátce vyšetřován policií jako možný podezřelý, ale od toho bylo následně upuštěno. Pettersson navrhuje scénář, v němž Engström, který měl silný odpor k Palmemu a jeho politice, narazil na Palmeho na ulici či v kině a spontánně jej zastřelil.
Pettersson naznačuje, že důkazy z místa činu silně ukazují na Engströma jako vraha. Nejvýznamnějším důkazem má být, že několik dalších svědků popsalo prchajícího vraha, který se podobal Engströmovi. Žádný jiný svědek neviděl Engströma na místě činu po výstřelech, i když Engström sám tvrdil, že byl přítomen od začátku, že mluvil s paní Palmeovou i s policií, a že se účastnil pokusů o resuscitaci oběti. Jediné osoby, které Engström dokázal identifikovat jako přítomné na místě činu, byly ty, s nimiž se pravděpodobně setkal vrah, zatímco nebyl schopen identifikovat ty, kteří dorazili po střelbě. Také o svém pohybu během večera uvedl nepravdivé informace a existují indicie, že mohl potkat Palmeho již v kině a později jej odtud sledovat na místo činu.
Brzy po vraždě měl Engström řadu mediálních vystoupení, ve kterých rozvíjel stále podrobnější příběh o svém zapojení do událostí a kritizoval policii za neschopnost. Policie časem začala být frustrovaná Engströmem jako nespolehlivým a nedůsledným svědkem a brzy ho vyřadila ze seznamu vytěžitelných osob. Pettersson tvrdí, aby Engströmova mediální vystoupení byla taktikou k oklamání vyšetřovatelů. Přestože policie věděla, že měl Engström na premiéra negativní pohled, stejně jako že měl dlouhodobé finanční a rostoucí problémy s alkoholem, vyšetřovatelé neměli „jasný obrázek“ o Engstromově motivu zabití Palmeho, proto jeho stopu opustili, uvedl Petersson.
Zatímco Petterssonova teorie je postavena na nepřímých důkazech, navrhuje, že by bylo možné přesvědčivě prokázat Engströmovu vinu vypátráním a prozkoumáním vražedné zbraně. Podle Petterssonovy teorie byl revolver pravděpodobně legálně vlastněný Engströmovým známým, vášnivým sběratelem zbraní.
Dne 10. června 2020 označila švédská prokuratura Engströma jako pachatele a ukončila vyšetřování, protože Engström je mrtev, a nemůže být tedy stíhán.

## Konspirační teorie

### Jugoslávsko-levicová stopa
V lednu 2011 německý časopis Focus citoval oficiální německé záznamy z výslechů v souvislosti s jiným vyšetřováním z roku 2008, které ukazují, že atentát spáchal pracovník jugoslávské tajné služby. Tato překvapivá informace začala být ihned dávána do souvislosti s tím, že krátce po vraždě byl zatčen švédský levicový extremista Victor Gunnarsson (ve švédských médiích označovaný dlouho jen jako „33-åringen“, „33letý“), ale po sporu mezi policií a státními zástupci byl rychle propuštěn. Gunnarsson měl napojení na různé extremistické skupiny, mimo jiné na Evropskou stranu pracujících čili švédskou pobočku kultu Lyndona LaRouche. V Gunnarssonově domě u Stockholmu byly nalezeny letáky namířené proti Palmemu.
Gunnarsonovo tělo bylo nalezeno v roce 1993 v Blue Ridge Mountains, svlečené donaha a s ranami z pistole ráže 22 v zadní části hlavy. Mnozí konspirační teoretici začali spekulovat o tom, že si jugoslávská tajná služba mohla Gunnarssona na vraždu najmout, ovšem motiv zůstává dosti nejasný. Jugoslávská tajná služba UDBA přistupovala občas k likvidaci nepohodlných osob v zahraničí, ovšem v drtivé většině šlo o bývalé ustašovské válečné zločince.

### Jihoafrická stopa
Týden předtím, než byl zavražděn, Palme pronesl projev, v němž ostře vystoupil proti jihoafrickému apartheidu. V projevu Palme řekl: „Apartheid nelze reformovat, musí být zrušen.“ O deset let později, koncem září 1996, plukovník Eugene de Kock, bývalý jihoafrický policista, podal svědectví Nejvyššímu soudu v Pretorii, v němž tvrdil, že Palme byl zastřelen na pokyn jihoafrické vlády, a že zná osobu odpovědnou za Palmeho vraždu. Tvrdil, že to byl Craig Williamson, jeho bývalý policejní kolega a jihoafrický špión. O několik dní později bývalý policejní kapitán Dirk Coetzee, který pracoval s Williamsonem, určil jako vraha jiného jihoafrického špiona Anthonyho Whitea. Také švédský žoldák Bertil Wedin, žijící od roku 1985 na Severním Kypru, byl označen za vraha najmutého JAR, a to bývalým policejním poručíkem Peterem Caseltonem, který pracoval v utajení pro Williamsona. Následující měsíc, v říjnu 1996, švédští policejní vyšetřovatelé navštívili Jižní Afriku, ale nebyli schopni najít důkazy, které by potvrdily de Kockova tvrzení.
Kniha, která vyšla v roce 2007, naznačovala, že za plánování a provedení atentátu na Olofa Palmeho byl odpovědný vysoce postavený pracovník jihoafrické kontrarozvědky (Civil Cooperation Bureau) Athol Visser.
V roce 2010 označil Tommy Lindström, který byl v době atentátu na Olofa Palmeho šéfem švédské prokuratury, jihoafrický režim za hlavního podezřelého. Motivem prý bylo zastavit platby, které švédská vláda tajně platila přes Švýcarsko opozičnímu Africkému národnímu kongresu.

### Teorie Bofors
Jan Bondeson ve své knize Blood on the Snow: The Killing of Olof Palme z roku 2005 předložil teorii, že Palmeho vražda byla spojena s vývozem zbraní do Indie. Bondesonova kniha naznačila, že Palme zajistil dodávku houfnic pro indickou armádu v hodnotě 8,4 miliardy švédských korun, a to přes švédskou zbrojní společnost Bofors. Palme však nevěděl, že za jeho zády použil Bofors stínovou společnost s názvem AE Services – nominálně sídlící v Guildfordu v Anglii – k podplacení indických vládních úředníků.
Bondeson tvrdí, že ráno, kdy byl zavražděn, se Palme setkal s iráckým velvyslancem ve Švédsku Muhammadem Saeedem al-Sahhafem. Oba diskutovali o Boforsu, který al-Sahhaf dobře znal kvůli jeho prodeji zbraní během íránsko-irácké války. Bondeson soudí, že velvyslanec řekl Palmemu o korupční aktivitě švédské firmy, což Palmeho prý rozzuřilo a chtěl celý kontrakt zrušit. Bondeson se domnívá, že Palmeho vražda mohla být neúmyslně spuštěna jeho rozhovorem s velvyslancem. Pokyn měli dát obchodníci se zbraněmi z Boforsu, zřejmě v součinnosti se spiknutím uvnitř policie, která podle Bondesona již předtím evidentně potlačila důležité zpravodajské informace MI6 o dohodě Bofors/AE Services s Indií.

### Chilské spiknutí
Švédský novinář Anders Leopold ve své knize Det svenska trädet skall fällas z roku 2008 uvádí, že Palmeho zabil chilský fašista Roberto Thieme. Thieme byl hlavou nejmilitantnějšího křídla Patria y Libertad, krajně pravicové politické organizace. Podle Leopolda byl Palme zabit, protože bezplatně poskytl azyl velkému počtu levicových Chilanů po převratu, který v roce 1973 svrhl Salvadora Allendeho.

### Policejní spiknutí
Klaus-Dieter Knapp v článku v německém týdeníku Die Zeit z března 1995 atentát popsal jako výsledek spiknutí mezi švédskými pravicově extremistickými policisty. Podle této zprávy vraha identifikovali dva svědci, kteří byli náhodou na místě a kteří vraha znali z předchozích setkání. Jejich svědectví ale krajně pravicoví policisté záměrně potlačili.

### Kurdská teorie
Také Abdullah Öcalan, vůdce Kurdské strany pracujících, byl obviněn z účasti na atentátu. Konkrétně vraždu měla provést kurdská skupina disidentů vedená Öcalanovou bývalou manželkou. V dubnu 2001 tým švédských policistů vyslechl Öcalana v tureckém vězení. Výslech ale žádné poznatky nepřinesl. V roce 2007 se objevila v tureckých médiích znovu obvinění Kurdské strany pracujících ze spoluúčasti na atentátu na Palmeho. Strana však uvedla, že se Turci jen snaží zdiskreditovat kurdské hnutí v očích západu.

### P2
Další konspirační teorie viní z atentátu fašistickou zednářskou lóži Propaganda Due (P2) vedenou Licio Gellim, který v telegramu Philipu Guarinovi prý napsal, že „švédský strom bude pokácen“.

### CIA
V pořadu italské televize RAI vysílaném v červenci 1990 uvedl Richard Brenneke, obchodník z Oregonu, že Palmeho nechala zabít americká tajná služba CIA, a že on to ví jako bývalý agent CIA. CIA však popřela Brennekeova obvinění, označila je za „naprostý nesmysl pobuřující povahy“ a uvedla, že „Agentura rozhodně popírá, že pan Brenneke byl kdy agentem CIA nebo že by měl nějaké spojení se CIA."